# Estación de Guzmán el Bueno
Guzmán el Bueno es una estación de las líneas 6 y 7 del Metro de Madrid situada bajo la Avenida de la Reina Victoria, entre los barrios de Vallehermoso (distrito Chamberí) y Ciudad Universitaria (distrito Moncloa-Aravaca).

## Historia
La estación se abrió al público el 13 de enero de 1987 al prolongar la línea 6 de Cuatro Caminos a la Ciudad Universitaria con dos vestíbulos y tres bocas de acceso. Era en su momento una de las más profundas de la red, a unos 40 m bajo tierra. Los andenes representan la historia de Alonso Pérez de Guzmán (alias Guzmán el Bueno) con dibujos de torres y espadas formados por las baldosas, y las paredes son de vítrex azul y azulejos verdes y blancos formando diseños de rombos en los pasillos.
El vestíbulo oeste cerró en 1997 para llevar a cabo las obras de reforma de la estación para que por ella pasase la línea 7, la cual solo tiene conexión con el vestíbulo oeste de forma directa, debiendo atravesar los andenes de la 6 para acceder desde el vestíbulo este,
por Guzmán el Bueno.
El 12 de febrero de 1999 se inauguró y abrió al público el tramo de línea 7 entre las estaciones de Canal y Valdezarza, que incluía Guzmán el Bueno. Con esto quedó reabierto el vestíbulo oeste reformado tras construir una nueva boca de acceso en la acera impar de la avenida de la Reina Victoria y un ascensor de acceso al vestíbulo. En ese momento también la estación pasó a ser accesible para personas con movilidad reducida al estar dotada de ascensores.
La estación de Guzmán el Bueno de la línea 7 es la única de la ampliación oeste (Avenida de América-Pitis) que se construyó en gruta, ya que la situación de los edificios en superficie impedía la construcción entre pantallas. Su decoración consiste en vítrex azul, que se hace extensiva al vestíbulo oeste y los pasillos de conexión.

## Accesos
Vestíbulo General Rodrigo
- General Rodrigo C/ Maestro Ángel Llorca, 19 (esquina Avda. Reina Victoria)
- Av. Reina Victoria, impares – Guzmán el Bueno Avda. Reina Victoria, 55 (próximo a C/ Guzmán el Bueno). Para Delegación de Hacienda
- Ascensor Avda. Reina Victoria, s/n

Vestíbulo Reina Victoria
- Los Vascos Avda. Reina Victoria, 34 (esquina C/ Los Vascos). Para  Instituto Geográfico Nacional. Acceso a andenes de Línea 6
- Reina Victoria, pares Avda. Reina Victoria, 30. Acceso a andenes de Línea 6

La estación es completamente accesible. Cuenta con un ascensor a pie de calle en la Avenida de la Reina Victoria, que baja hasta el vestíbulo General Rodrigo. En este, tenemos otros dos ascensores que conectan el vestíbulo con ambos andenes de la línea 7, uno da servicio al andén sentido Pitis y otro al andén sentido Hospital del Henares. Ambos permiten acceder al pasillo distribuidor de andenes de la línea 6. Al final del mismo se encuentra un ascensor para cada uno de los sentidos de la línea 6, denominados vía 1 y vía 2 al tratarse de una línea circular.

## Líneas y conexiones

### Metro
| << cabecera                                                  | < estación      | línea | estación >         | cabecera >> |
| ------------------------------------------------------------ | --------------- | ----- | ------------------ | ----------- |
| circular                                                     | Cuatro Caminos  |       | Vicente Aleixandre | circular    |
| Hospital del Henares Cambio de tren en Estadio Metropolitano | Islas Filipinas |       | Francos Rodríguez  | Pitis       |

### Autobuses

Mapa de la zona de Guzmán el Bueno con los accesos al Metro y los recorridos y las paradas de las líneas de autobuses de la EMT.

| Diurnos   |                                                |                                                |
| Línea     | Destino                                        | Parada                                         |
| C1        | Circular 1 (> Cuatro Caminos)                  | 185 METRO GUZMÁN EL BUENO (Av. Reina Victoria) |
| F         | Cuatro Caminos                                 | 185 METRO GUZMÁN EL BUENO (Av. Reina Victoria) |
| 2         | Plaza de Manuel Becerra                        | 186 REINA VICTORIA (C/ Guzmán el Bueno, 139)   |
| 45        | Plaza de Legazpi                               | 1414 GUZMÁN EL BUENO (Av. Reina Victoria, 55)  |
| 44        | Marqués de Viana                               | 2394 IBÁÑEZ IBERO                              |
| 44        | Plaza del Callao                               | 2395 IBÁÑEZ IBERO                              |
| C2        | Circular 2 (> Embajadores)                     | 2712 BEATRIZ DE BOBADILLA                      |
| F         | Ciudad Universitaria                           | 2712 BEATRIZ DE BOBADILLA                      |
| Nocturnos |                                                |                                                |
| Línea     | Destino                                        | Parada                                         |
| NC1       | Circular 1 (> Cuatro Caminos - Manuel Becerra) | 1415 IBÁÑEZ IBERO                              |
| NC2       | Circular 2 (> Pza. España - Atocha)            | 1416 IBÁÑEZ IBERO                              |
| N21       | Arroyo del Fresno                              | 2394 IBÁÑEZ IBERO                              |
| N21       | Plaza de Cibeles                               | 2395 IBÁÑEZ IBERO                              |